# Подія в Утіноозьорську
«Подія в Утіноозьорську» (рос. «Происшествие в Утиноозёрске») — радянська комедія режисера  Семена Морозова, знята за сценарієм  Леоніда Треєра, на кіностудії Мосфільм у 1988 році.

## Сюжет
Безкомпромісний борець за чистоту Утіного озера Спартак Заборов зазнає поразки в своїй тяжбі з керівництвом хімкомбінату. Йому не залишається нічого, крім спроби перехитрити противника. Змайструвавши опудало доісторичного ящера, Заборов домігся, що в місті повірили, що вони не гірше, ніж якийсь Лох-Несс. На його приманку попалася і преса і представники науки. Знайшлося велике число «очевидців», які бачили «щось» своїми очима. Стривожений інтересом до озера, що піднявся, директор комбінату дав вказівку своїм помічникам знайти і знищити невідоме чудовисько. Кореспондент місцевої газети стає мимовільним свідком дивних запливів Заборова і поспішає до редакції для скасування сенсаційної статті. Але тут, несподівано для всіх, на поверхні озера з'являється справжній діплодок.

## У ролях
- Володимир Стєклов —  Спартак Сергійович Заборов
- Олександр Панкратов-Чорний —  Євген Іванович Жгульєв, директор меблевого магазину
- Любов Поліщук —  Зоя Миронівна Жгульєва
- Євдокія Германова —  Альбіна Василівна
- Олександр Бєлявський —  Павло Андрійович, директор хімкомбінату
- Валентин Смирнитський —  помічник директора хімкомбінату
- Олександр Пашутін —  Лавр Григорович Горячін, директор інституту
- Віктор Іллічов —  Олексій Петрович, кореспондент газети «Зоря Утіноозьорська»
- Геннадій Ялович —  Андрій Михайлович, редактор газети «Зоря Утіноозьорська»
- Борис Новиков —  Трохим Семенович, старожил-довгожитель
- Наталія Гурзо —  подруга Альбіни
- Валентин Брилєєв —  очевидець
- Віктор Уральський —  ветеран
- Наталія Крачковська —  вдова журналіста
- Олександр Пятков —  мисливець на ящера
- Віктор Філіппов —  перукар
- Світлана Старикова —  епізод

## Знімальна група
- Автор сценарію:  Леонід Треєр
- Режисер-постановник:  Семен Морозов
- Оператор-постановник:  Віктор Піщальников
- Композитор:  Сергій Жуков
- Виконавець пісень:  Сергій Коржуков
- Художник-постановник: Стален Волков